# Knittelhoffer Ferenc
Knittelhoffer Ferenc Ödön (Budapest, 1878. november 23. – Budapest, 1938. október 29.) építőmunkás, közélelmezési miniszter, szerkesztő, szociáldemokrata politikus.

## Élete
Knittelhoffer Ödön és Knittelhoffer Terézia fia. 1902. november 16-án Budapesten, a VI. kerületben házasságot kötött Puskás Máriával, Puskás János és Csokán Mária lányával. Házasságuk később felbontatott. A magyar fővárosban egyik alapító tagja volt a kőművesek szakszervezetének, s a MÉMOSZ megalapításában is érdemei voltak, ezen utóbbinak titkára is volt egyben. Az SZT vezetőségének 1904-ben, az MSZDP vezetőségének 1907 és 1918 között, majd 1919-től 1931-ig volt tagja. A kommün alatt a Tanácsok Országos Gyűlésén képviselő volt, majd beválasztották a Szövetséges Központi Intéző Bizottságba, s az Országos Munkásbiztosító Pénztár igazgatósági tagja is volt májustól júliusig, ezalatt pedig júniustól júliusig az igazságügyi bizottság munkájában is részt vett. A Tanácsköztársaság összeomlását követően a Peidl-kormány közélelmezési minisztere volt, illetve a Világosság Nyomda igazgatóságának tagja lett. 1929-től négy éven át szerkesztette az Építőmunkás c. lapot.